# ۲۰۰۷

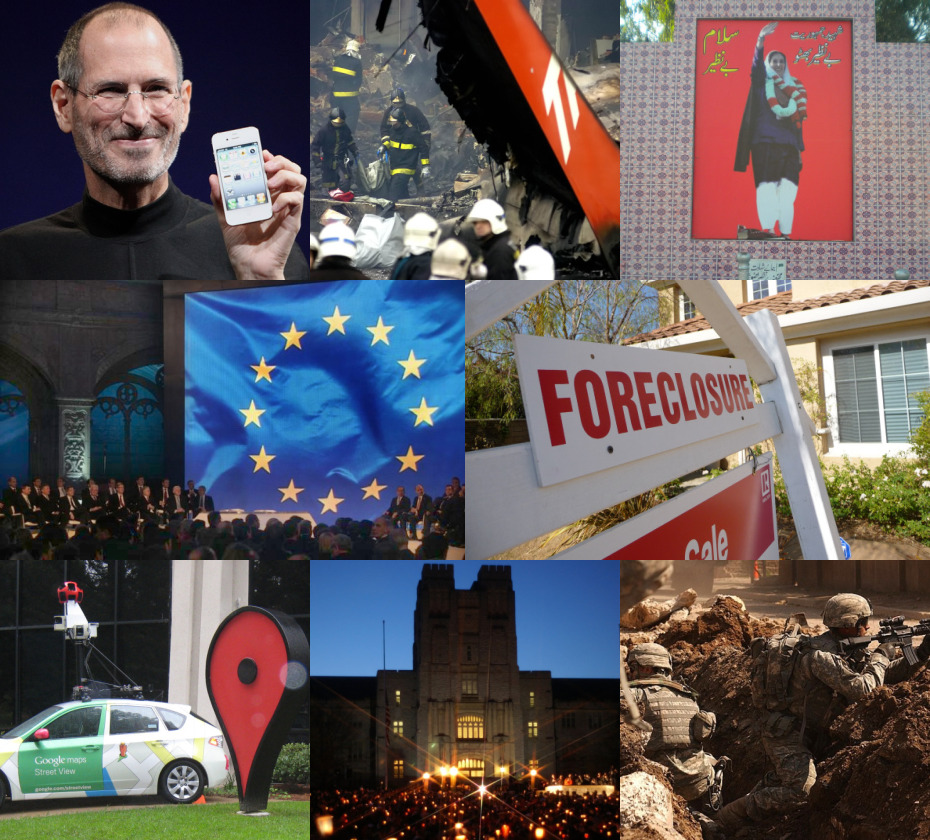

۲۰۰۷ (سال دوهزار و هفت میلادی) از آغاز دوشنبه ۱ ژانویه ۲۰۰۷ شروع شد و در پایان دوشنبه ۳۱ دسامبر ۲۰۰۷ به پایان رسید. سال ۲۰۰۷ هفتمین سال از قرن ۲۱ میلادی و نیز هفتمین سال از هزاره سوم است. در تقویم ایرانی سال ۲۰۰۷ از ۱۱ دی ۱۳۸۵ شروع شده و در تاریخ ۱۰ دی ۱۳۸۶ خاتمه می‌یابد.

## نامگذاری‌ها
- سال بین‌المللی مولانا جلاالدین رومی - توسط یونسکو
- سال دلفین‌ها[۱]
- سال بین‌المللی مناطق قطبی[۲]
- سال فرصت‌های برابر برای همه - در اتحادیه اروپا[۳]

## رویدادها

### ژانویه
- ۱ ژانویه
  - بلغارستان و رومانی به اتحادیه اروپا پیوستند. با پیوستن این دو کشور زبان‌های بلغاری و رومانیایی علاوه بر ایرلندی بر ۲۰ زبان رسمی گذشته این اتحادیه افزوده شد و الفبای سیریلیک به عنوان سومین الفبای رسمی این اتحادیه شناخته گردید.
  - اسلوونی به حوزه یورو پیوست.
  - بان کی مون اهل کره جنوبی به عنوان دبیر کل سازمان ملل متحد منصوب و جانشین کوفی عنان شد.
  - آنگولا به اوپک پیوست.
- ۸ ژانویه - صادرات نفت روسیه به لهستان، آلمان و اوکراین در پی اختلافات روسیه و بلاروس قطع شد. این صادرات پس از سه روز از پی گرفته شد.
- ۹ ژانویه - شرکت اپل و مؤسس آن استیو جابز تولید اولین آی فون را اعلام کردند.
- ۱۲ ژانویه - ستاره‌ای دنباله‌دار با نام  C/2006 P1  پس از ۴۰ سال درخشید.
- ۱۳ ژانویه - در اثر غرق شدن کشتی سرور متعلق به یونان در سواحل نروژ بیش از ۲۰۰ تن نفت خام وارد دریا شد.
- ۱۴ ژانویه - با الحاق دو سازمان هلال احمر و صلیب سرخ به یکدیگر سازمان کریستال سرخ به عنوان سازمانی فرا مذهبی برای عملیات‌های فرا منطقه‌ای ایجاد شد.
- ۱۹ ژانویه - اسرائیل صد میلیون دلار از دارایی‌های بلوکه شده حکومت خودگردان فلسطین را برای تحکیم موقعیت محمود عباس رئیس جمهور این حکومت آزاد کرد.
- ۳۰ ژانویه - انتشار ویندوز ویستا و آفیس ۲۰۰۷ توسط مایکروسافت

### فوریه
- ۲ فوریه
  - هو جینتائو رئیس‌جمهور چین مجموعه‌ای از قراردادهای اقتصادی را با سودان منعقد کرد.

### ژوئن
- ۱۴ ژوئن - اسماعیل هنیه نخست‌وزیر دولت خودگردان فلسطین برکنارشد.
- ۲۵ ژوئن - آغاز مسابقات تنیس ویمبلدون.
- ۲۷ ژوئن - کناره‌گیری تونی بلر از نخست وزیری انگلیس.

### ژوئیه
- ۱ ژوئیه
  - پرتغال ریاست دوره‌ای اتحادیه اروپا را بر عهده گرفت.
  - اجرای قانون منع استعمال دخانیات در محل کار در کشور انگلستان و در بارها و کلوب‌های شبانه در ایالت ویکتوریا در کشور استرالیا.
  - برگزاری جشن ۱۴۰مین سال تبدیل کانادا به کنفدراسیون.
  - برگزاری کنسرت دایانا به یادبود پرنسس دایانا در ورزشگاه ومبلی شهر لندن.
- ۴ ژوئیه - برگزاری جشن ۲۳۱مین سال استقلال آمریکا.
- ۷ ژوئیه - برگزاری مجموعه کنسرت‌های موسیقی لایو ایرث (زمین زنده) در سرتاسر جهان.

### اوت
- ۴ اوت - پرتاب کاوشگر فینیکس به سوی مریخ

### اکتبر
- ۸ اکتبر - افتتاح نخستین پایگاه هوایی ایران پس از انقلاب ۱۳۵۷.[۴]

### نوامبر
- ۲۴ نوامبر - انتخابات فدرال استرالیا و پیروزی کوین راد از حزب کارگر استرالیا به عنوان نخست‌وزیر جدید این کشور.

## جوایز نوبل
- جایزه نوبل شیمی - گرهارد ارتل
- جایزه نوبل اقتصاد - Leonid Hurwicz، اریک ماسکین، راجر مایرسون
- جایزه نوبل ادبیات - دوریس لسینگ
- جایزه صلح نوبل - ال گور و هیئت گرم‌شدن زمین زمین در سازمان ملل متحد
- جایزه نوبل فیزیک - آلبرت فرت، پیتر گرانبرگ
- جایزه نوبل فیزیولوژی و پزشکی - ماریو کاپکی، الیور اسمیتیز، سِر مارتین ایوانز

## زادروزها
- ۱۳ ژوئیه - لامین یامال

## درگذشت‌ها

### ژانویه
- ۲ ژانویه - تدی کولک، سیاست‌مدار اسرائیلی (ز. ۱۹۱۱)
- ۱۰ ژانویه - کارلو پونتی، تهیه‌کننده مشهور ایتالیایی.
- ۱۱ ژانویه - رابرت آنتون ویلسون، نویسنده آمریکایی (ز. ۱۹۳۲)
- ۱۲ ژانویه - شحات محمد انور، قاری قرآن مصری (ز. ۱۹۵۰)
- ۱۵ ژانویه - برزان تکریتی، همدست صدام حسین و رئیس استخبارات رژیم بعث عراق.
- ۱۵ ژانویه - اردشیر حسین‌پور، دانشمند و استادیار دانشگاه و متخصص در الکترو مغناطیس ایرانی (ز. ۱۹۶۲)
- ۱۷ ژانویه - آرتور بوخوالد، طنزنویس آمریکایی (ز. ۱۹۲۵)
- ۱۹ ژانویه - هراند دینک، روزنامه‌نگار ارمنی ترکیه.
- ۲۳ ژانویه - ریشارد کاپوشینسکی، ژورنالیست و نویسنده لهستانی (ز. ۱۹۳۲)
- ۳۰ ژانویه - سیدنی شلدون، نویسنده و فیلمنامه‌نویس آمریکایی (ز. ۱۹۱۷)

### فوریه
- ۱ فوریه - جیان کارلو منوتی، آهنگساز ایتالیایی و نویسنده اشعار اپرا.
- ۶ فوریه - فرانکی لین، خواننده آمریکایی (ز. ۱۹۱۳)
- ۸ فوریه - آنا نیکول اسمیت، مُدل و هنرپیشه آمریکایی.
- ۱۵ فوریه - رابرت آدلر: دانشمند و مخترع آمریکایی اتریشی تبار و مخترع کنترل از راه دور تلویزیون
- ۲۴ فوریه - بروس بنت، بازیگر آمریکایی (ز. ۱۹۰۶)

### مارس
- ۶ مارس - ژان بودریار، جامعه‌شناس، فیلسوف و نظریه‌پرداز فرانسوی.
- ۸ مارس - جان اینمن، بازیگر بریتانیایی (ز. ۱۹۳۵)
- ۱۱ مارس - بتی هاتن، بازیگر و خواننده آمریکایی (ز. ۱۹۲۱)
- ۱۷ مارس - جان بکوس، دانشمند آمریکایی در زمینهٔ علم رایانه (ز. ۱۹۲۴)
- ۲۰ مارس - طه یاسین رمضان، همدست و معاون اول صدام حسین، دیکتاتور سابق عراق.

### آوریل
- ۴ آوریل - باب کلارک، فیلمنامه‌نویس، تهیه‌کننده، و کارگردان آمریکایی (ز. ۱۹۳۹)
- ۶ آوریل - لوئیجی کومنچینی، فیلمنامه‌نویس و کارگردان ایتالیایی (ز. ۱۹۱۶)
- ۱۱ آوریل - کورت ونه‌گات، نویسنده و نمایش‌نویس آمریکایی.
- ۱۷ آوریل - کیتی کارلایل، بازیگر و خواننده آمریکایی (ز. ۱۹۱۰)
- ۲۳ آوریل - بوریس یلتسین، نخستین رئیس‌جمهور روسیه پس از فروپاشی اتحاد جماهیر شوروی.

### مه
- ۵ مه - تئودور میمن، فیزیکدان و مهندس برق آمریکایی (ز. ۱۹۲۷)
- ۷ مه - اما لهمر، ریاضی‌دان آمریکایی (ز. ۱۹۰۶)
- ۱۷ مه - لیولد الکساندر، نویسنده آمریکایی (ز. ۱۹۲۴)
- ۱۸ مه - پیر-ژیل دوژن، فیزیک‌دان مشهور فرانسوی و برنده جایزه فیزیک نوبل.
- ۲۰ مه - استنلی میلر، شیمی‌دان و زیست‌شناس آمریکایی (ز. ۱۹۳۰)
- ۲۵ مه - چارلز نلسون ریلی، بازیگر آمریکایی (ز. ۱۹۳۱)

### ژوئن
- ۱۷ ژوئن - جان‌فرانکو فرره، طراح مشهور ایتالیایی مُد و لباس.
- ۱۹ ژوئن - زئیو شیف، نویسنده، تحلیل‌گر امور نظامی و استراتژیست اسرائیلی (ز. ۱۹۳۳)
- ۲۰ ژوئن - نازک الملائکه، شاعر زن عراقی (ز. ۱۹۲۳)
- ۲۴ ژوئن - کریس بنوا، کشتی کج کار کانادایی.
- ۲۵ ژوئن - مهستی، خواننده شهیر ایرانی.
- ۲۸ ژوئن - کی‌ایچی میازاوا، سیاست‌مدار ژاپنی (ز. ۱۹۱۹)

### ژوئیه
- ۲۳ ژوئیه - محمدظاهرشاه، آخرین پادشاه افغانستان.
- ۲۷ ژوئیه - جیمز اویبولا، ورزشکار و بوکسور بریتانیایی (ز. ۱۹۶۱)
- ۳۰ ژوئیه - میکل آنجلو آنتونیونی، کارگردان و فیلم‌نامه‌نویس ایتالیایی (زادهٔ ۱۹۱۲)
- ۳۰ ژوئیه - اینگمار برگمان، کارگردان و فیلم‌ساز سوئدی (زادهٔ ۱۹۱۸)

### اوت
- ۸ اوت - ژولیوس وس، فیزیک‌دان نظری اتریشی (ز. ۱۹۳۴)
- ۱۵ اوت - بهاالدین ادب، نماینده دوره‌های پنجم و ششم مجلس از سنندج.
- ۱۶ اوت - مکس روچ، موسیقی‌دان آمریکایی (ز. ۱۹۲۴)
- ۱۷ اوت - الهه، خواننده موسیقی سنتی ایرانی.
- ۲۴ اوت - عبدالرحمان عارف، چهارمین رئیس‌جمهور عراق.
- ۳۱ اوت - گای برور، بازیکن گلف آمریکایی (ز. ۱۹۳۲)

### سپتامبر
- ۶ سپتامبر - لوچیانو پاواروتی، خواننده شهیر اپرا.
- ۱۶ سپتامبر - رابرت جوردن، افسر و نویسنده آمریکایی (ز. ۱۹۴۸)
- ۲۲ سپتامبر - مارسل مارسو، احیاکننده هنر پانتومیم.
- ۲۹ سپتامبر - لوئیز مکسول، بازیگر کانادایی (ز. ۱۹۲۷)

### اکتبر
- ۲۸ اکتبر - پرتر واگونر، خواننده-ترانه‌سرا، موسیقی‌دان، بازیگر، و خواننده آمریکایی (ز. ۱۹۲۷)

### نوامبر
- ۵ نوامبر - نیلس لیدهولم، بازیکن فوتبال سوئدی (ز. ۱۹۲۲)
- ۱۰ نوامبر - نورمن میلر، نویسنده آمریکایی.
- ۱۱ نوامبر - دلبرت من، تهیه‌کننده و کارگردان آمریکایی (ز. ۱۹۲۰)
- ۱۵ نوامبر – جورج فن متر، دوچرخه‌سوار اهل ایالات متحده آمریکا (ز. ۱۹۳۲)
- ۲۸ نوامبر - ژاله اصفهانی، شاعر ایرانی

### دسامبر
- ۱۰ دسامبر - اشلی آستون مور، بازیگر آمریکایی (ز. ۱۹۸۱)
- ۲۳ دسامبر - اسکار پترسون، پیانیست کانادایی.
- ۲۶ دسامبر - اکبر رادی، نمایش‌نامه‌نویس ایرانی.
- ۲۷ دسامبر - بی‌نظیر بوتو، نخست‌وزیر اسبق و رهبر حزب مردم پاکستان.
- ۲۸ دسامبر - آیدین نیکخواه بهرامی، عضو تیم ملی بسکتبال ایران.